# استان گانگوون (تاریخی)
استان گانگ‌وون (به لاتین: Gangwon Province) یکی از هشت استان کره در پادشاهی چوسون است.

استان گانگوون در پی تقسیم کره به دو کشور کره جنوبی و کره شمالی، به دو نیمهٔ هم‌نام تقسیم شده‌است. قسمتی که در کره جنوبی واقع شده دارای شهرهای اصلی این استان تاریخی، منجمله دو مرکز اداری سنتی آن بود (شهرهای وون‌جو و چونچون). برای همین، دولت کره شمالی، مرزهای نیمهٔ این استان در حاکمیت خویش را گسترش داد و شهر بندری استراتژیک ونسان را از استان هامگیونگ جنوبی به این استان انتقال داد. از سال ۱۹۴۶ میلادی به این سو، شهر ونسان مرکز اداری استان گانگوون در کره شمالی می‌باشد. مرکز اداری این استان در کره جنوبی تا به امروز، شهر چونچون می‌باشد.

## تاریخ
استان قدیمی گانگوون به شکل مدرن آن در ماه اوت ۱۸۹۶ میلادی تاسیس شد. این استان، در بدو تأسیس،  مساحتی معادل ۲۶٬۲۶۳٫۰ کیلومتر مربع داشت. در همان سال، مرکز اداری استان، از شهر وون‌جو به شهر چونچون منتقل شد.
پس از برقراری حاکمیت استعماری ژاپن بر کره در سال ۱۹۱۰ میلادی، این استان، بدون تغییر خاصی، ادامه یافت. علاوه بر نام رسمی کره‌ای آن، «گانگوون»، نام ژاپنی آن نیز (تلفظ ژاپنی همان نویسه‌های چینی بازتاب‌دهندهٔ نام این استان)، استان کوگِن (به ژاپنی: 江原道، برگردان به لاتین: Kōgen-dō) به رسمیت رسید. در تابعیت «گانگوون/کوگِن»، ۲۱ شهرستان قرار داشت:
| - اولجین/اوتچین (울진군، 蔚珍郡، Uljin-gun/Utchin-gun) - ایچون/ایسِن (이천군، 伊川郡، Ich'ŏn-gun/Isen-gun) - اینجه/رین‌تِئی (인제군، 麟蹄郡، Inje-gun/Rintei-gun) - پیونگ‌چانگ/هئی‌شو (평창군، 平昌郡، P'yŏngch'ang-gun/Heishō-gun) - پیونگ‌گانگ/هئی‌کو (평강군، 平康郡، P'yŏnggang-gun/Heikō-gun) - تونگچون/تسوسِن (통천군، 通川郡، T'ongch'ŏn-gun/Tsūsen-gun) - جونگ‌سون/سئی‌زِن (정선군، 旌善郡، Chŏngsŏn-gun/Seizen-gun) - چوروون/تِتسوگِن (철원군، 鐵原郡، Ch'ŏrwŏn-gun/Tetsugen-gun) - چونچون/شون‌سِن (춘천군، 春川郡، Ch'unch'ŏn-gun/Shunsen-gun) - سامچوک/سانچوکو (삼척군، 三陟郡، Samch'ŏk-gun/Sanchoku-gun) - گانگ‌نونگ/کوریو (강릉군، 江陵郡، Kangnŭng-gun/Kōryō-gun) | - گوسونگ/کوجو (고성군، 通川郡، Kosŏng-gun/Kōjō-gun) - گیم‌هوا/کین‌کا (김화군، 金化郡، Kimhwa-gun/Kinka-gun) - وون‌جو/گِن‌شو (원주군، 原州郡، Wŏnju-gun/Genshū-gun) - هواچون/کاسِن (홍천군، 華川郡، Hwach'ŏn-gun/Kasen-gun) - هونگ‌چون/کوسِن (홍천군، 洪川郡، Hongch'ŏn-gun/Kōsen-gun) - هوئنگ‌سونگ/اوجو (횡성군، 橫城郡، Hoengsŏng-gun/Ōjō-gun) - هوئیانگ/وای‌یو (회양군، 楊口郡، Hoeyang-gun/Waiyō-gun) - یانگ‌گو/یوکو (양구군، 楊口郡، Yanggu-gun/Yōkō-gun) - یانگ‌یانگ/جویو (양양군، 襄陽郡، Yangyang-gun/Jōyō-gun) - یونگ‌وول/نِئیه‌تسو (영월군، 寧越郡، Yŏngwŏl-gun/Neietsu-gun) |

پس از استقلال کره از ژاپن در سال ۱۹۴۵ میلادی، این کشور به دو نیمه تقسیم شد. مرز بین دو کره در آن زمان، مدار ۳۸ درجه شمالی در نظر گرفته شده بود. این مدار از میان استان (تاریخی) گانگوون عبور می‌کند. در نتیجه استان گانگوون به نیمهٔ شمالی و نیمهٔ جنوبی تقسیم شد. شهرهای اصلی استان تاریخی گانگوون و مخصوصا دو مرکز اداری سنتی آن بود (شهرهای وون‌جو و چونچون) در جنوب مدار قرار گرفتند.
از مساحت حدودی ۲۶٬۲۶۳٫۰ کیلومتر مربع، ۱۳٬۱۶۴٫۷ کیلومتر مربع آن، در کره شمالی (۵۰٫۱٪ از آن)، و ۱۳٬۰۹۸٫۳ کیلومتر مربع آن، در کره جنوبی قرار گرفت (۴۹٫۹٪ از آن).
از شهرستان‌های فوق‌الذکر، تمامی (یا بیشتر اراضی) ۱۱ عدد از آنان و بخش‌هایی از اراضی یکی دیگر، در حاکمیت کره شمالی قرار گرفتند. 
1. تمامی شهرستان ایچون
2. تمامی شهرستان پیونگ‌گانگ
3. تمامی شهرستان تونگچون
4. تمامی شهرستان چوروون
5. تمامی شهرستان گوسونگ
6. تمامی شهرستان گیم‌هوا
7. تمامی شهرستان هوئیانگ
8. تقریبا تمامی شهرستان هواچون
9. تقریبا تمامی شهرستان یانگ‌گو
10. نیمی از شهرستان اینجه، منجمله مرکز آن
11. نیمی از شهرستان یانگ‌یانگ، منجمله مرکز آن

- اراضی‌ای از شهرستان چونچون، که به شهرستان هواچون ضمیمه شدند.

از شهرستان‌های فوق‌الذکر، تمامی (یا بیشتر اراضی) ۱۰ عدد از آنان و بخش‌هایی از اراضی ۲ شهرستان دیگر، در حاکمیت کره جنوبی قرار گرفتند. 
1. تمامی شهرستان اولجین
2. تمامی شهرستان پیونگ‌چانگ
3. تمامی شهرستان جونگ‌سون
4. تمامی شهرستان سامچوک
5. تمامی شهرستان گانگ‌نونگ
6. تمامی شهرستان وون‌جو
7. تمامی شهرستان هوئنگ‌سونگ
8. تمامی شهرستان یونگ‌وول
9. تقریبا تمامی شهرستان چونچون

- اراضی‌ای از شهرستان اینجه، که به شهرستان هونگ‌چون ضمیمه شدند.
- اراضی‌ای از شهرستان یانگ‌یانگ، که به شهرستان گانگ‌نونگ ضمیمه شدند.

## تقسیمات اداری
در سال ۱۹۴۵ میلادی، پیش از پایان حاکمیت استعماری ژاپن بر کره، در تابعیت این استان، ۲۱ شهرستان قرار داشت.
- اولجین/اوتچین (울진군، 蔚珍郡، Uljin-gun/Utchin-gun)
- ایچون/ایسِن (이천군، 伊川郡، Ich'ŏn-gun/Isen-gun)
- اینجه/رین‌تِئی (인제군، 麟蹄郡، Inje-gun/Rintei-gun)
- پیونگ‌چانگ/هئی‌شو (평창군، 平昌郡، P'yŏngch'ang-gun/Heishō-gun)
- پیونگ‌گانگ/هئی‌کو (평강군، 平康郡، P'yŏnggang-gun/Heikō-gun)
- تونگچون/تسوسِن (통천군، 通川郡، T'ongch'ŏn-gun/Tsūsen-gun)
- جونگ‌سون/سئی‌زِن (정선군، 旌善郡، Chŏngsŏn-gun/Seizen-gun)
- چوروون/تِتسوگِن (철원군، 鐵原郡، Ch'ŏrwŏn-gun/Tetsugen-gun)
- چونچون/شون‌سِن (춘천군، 春川郡، Ch'unch'ŏn-gun/Shunsen-gun)
- سامچوک/سانچوکو (삼척군، 三陟郡، Samch'ŏk-gun/Sanchoku-gun)
- گانگ‌نونگ/کوریو (강릉군، 江陵郡، Kangnŭng-gun/Kōryō-gun)
- گوسونگ/کوجو (고성군، 通川郡، Kosŏng-gun/Kōjō-gun)
- گیم‌هوا/کین‌کا (김화군، 金化郡، Kimhwa-gun/Kinka-gun)
- وون‌جو/گِن‌شو (원주군، 原州郡، Wŏnju-gun/Genshū-gun)
- هواچون/کاسِن (홍천군، 華川郡، Hwach'ŏn-gun/Kasen-gun)
- هونگ‌چون/کوسِن (홍천군، 洪川郡، Hongch'ŏn-gun/Kōsen-gun)
- هوئنگ‌سونگ/اوجو (횡성군، 橫城郡، Hoengsŏng-gun/Ōjō-gun)
- هوئیانگ/وای‌یو (회양군، 楊口郡، Hoeyang-gun/Waiyō-gun)
- یانگ‌گو/یوکو (양구군، 楊口郡، Yanggu-gun/Yōkō-gun)
- یانگ‌یانگ/جویو (양양군، 襄陽郡، Yangyang-gun/Jōyō-gun)
- یونگ‌وول/نِئیه‌تسو (영월군، 寧越郡، Yŏngwŏl-gun/{{lang|ja-